# Pilea sanctae-crucis
Pilea sanctae-crucis är en nässelväxtart som beskrevs av Frederik Michael Liebmann. Pilea sanctae-crucis ingår i släktet pileor, och familjen nässelväxter. Inga underarter finns listade i Catalogue of Life.